# 覺苑
觉苑，辽朝僧人。
觉苑学通群经，专研密宗。集科文五卷。辽朝雕印大藏经，称丹藏（契丹藏经）。辽兴宗命远近搜集的佛经，都付雕印，并要人详勘，觉苑参预校勘。1068年，南京玉河县邓从贵出钱五十万与觉苑募信徒助办，印大藏经五百七十九帙，在阳台山清水院（北京大觉寺）收藏。辽道宗命觉苑和牛铉、悟玄、通圆大师写成《神变加持经义释演密钞》十卷，赵孝严撰写引文。觉苑署名燕京圆福寺崇禄大夫、检校太保、行崇禄卿、总秘大师赐紫沙门觉苑。